# Uvaria cuanzensis
Uvaria cuanzensis este o specie de plante angiosperme din genul Uvaria, familia Annonaceae, descrisă de Jorge Américo Rodrigues Paiva. Conform Catalogue of Life specia Uvaria cuanzensis nu are subspecii cunoscute.